# Kata (karaté)
Pour les articles homonymes, voir Kata (homonymie).

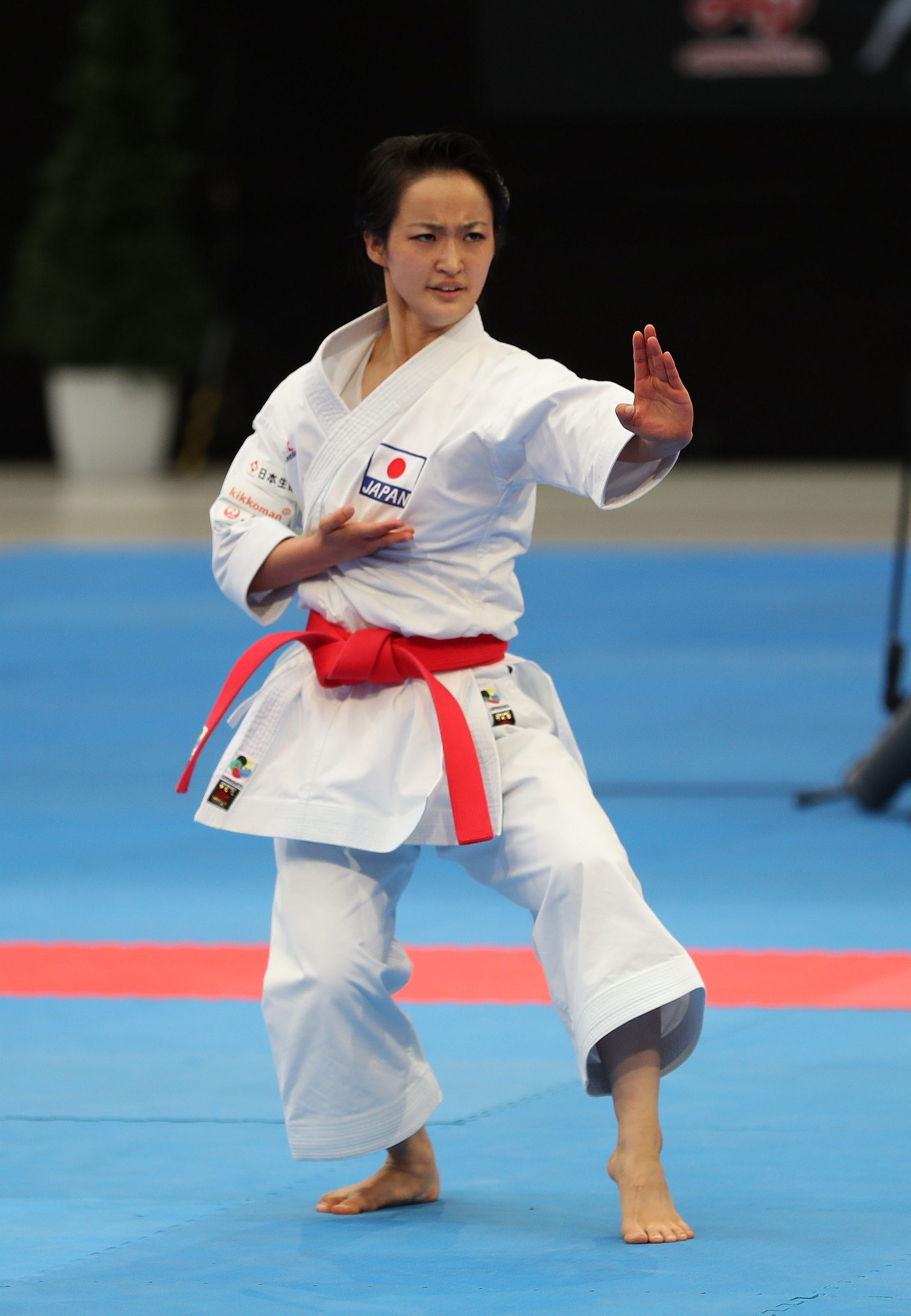
La karatéka Kiyou Shimizu lors d'une compétition de kata.

Un kata en karaté (du japonais 型, kata, « forme ») est – comme les kata dans d'autres arts martiaux japonais – un enchaînement de techniques codifié qui simule un combat stylisé contre des adversaires imaginaires.
Le kata constitue un répertoire de techniques, dont le pratiquant doit trouver les applications possibles à travers l'exercice du bunkai (interprétation), pour ensuite les utiliser lors du kumite (combat).
Il existe en karaté des dizaines de kata, dont le contenu et les détails d'exécution varient en fonction des styles des différentes écoles de karaté.
Le kata est également une épreuve sportive, pratiquée en individuel ou par équipe lors de compétitions d'envergure nationale ou internationale. En 2020, le kata fait son entrée en tant que sport olympique aux côtés du kumite avec l'admission du karaté aux jeux olympiques.

## Étymologie
Le mot kata provient du japonais 型, kata, signifiant « forme, modèle, type, moule, loi ». L'idéogramme 形 se prononce lui aussi kata et signifie également « forme », mais désigne plutôt une technique individuelle que l'ensemble d'un enchaînement.

## Histoire

### Origines okinawaïennes (XIXesiècle)
Le karaté trouve ses origines dans l'île d'Okinawa, alors dans le royaume de Ryūkyū (1429 – 1879), vassalisé par l'Empire chinois, où il naît par l'influence des arts martiaux chinois. Les kata de karaté eux-mêmes ont vraisemblablement été importés de Chine au XIXe siècle, grâce aux voyages effectués par des combattants okinawaïens partis se former sur le continent chinois. À l'époque, les kata se transmettent en secret de maître à disciple, et constituent avant tout un répertoire de techniques à visée mortelle.

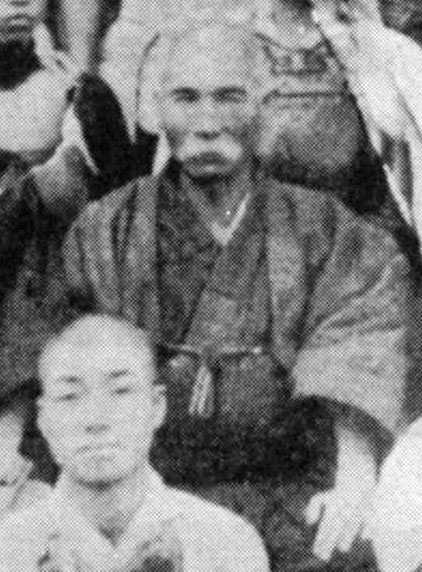
Ankō Itosu, créateur des kata Pinan.

C'est en 1901 que le maître Ankō Itosu, par ailleurs personnage politique, fait introduire le karaté comme « matière obligatoire » dans les programmes scolaires des écoles d'Okinawa. Les kata anciens sont alors jugés trop complexes et dangereux pour les collégiens, et Itosu crée en 1905 les kata Pinan, versions simplifiées des kata traditionnels, pour en faciliter l'apprentissage. Les cinq Pinan dérivent notamment de deux kata plus anciens : Kushanku et Chiang Nan. Itosu décompose également le long kata Naihanchi (ナイファンチ) appelé Tekki au Japon, en trois formes distinctes : Naihanchi Shodan, Naihanchi Nidan et Naihanchi Sandan.
L'une des différences majeures des Pinan avec leurs ancêtres est le choix de fermer les poings des techniques qui s'effectuaient auparavant mains ouvertes : ainsi, les écoliers se blessent moins, le poing fermé étant moins dangereux. Les kata se transforment à cette époque en un véritable outil pédagogique d'éducation physique et sportive.

### «Japonisation» (1879-1940)
Avec l'annexion par le Japon du royaume de Ryūkyū (auquel appartenait Okinawa) en 1879, les kata sont peu à peu « japonisés », comme le karaté dans son ensemble.
En effet, au début du XXe siècle, la Dai Nippon Butokukai (Association pour les Arts Martiaux du Grand Japon) encourage les maîtres du karaté d'Okinawa à diffuser leur art dans le reste du Japon. Pour ce faire, les Okinawaïens entreprennent de « japoniser » de nombreux mots du vocabulaire du karaté, dont la consonance est jugée trop proche du chinois ou du coréen (peuples qui à l'époque sont des ennemis politiques et culturels). Il en résulte un changement de nom pour de nombreux kata : les kata Pinan deviennent Heian, les kata Naihanchi deviennent Tekki, Kushanku devient Kanku, etc.

Premiers mouvements du kata Heian Nidan par Gichin Funakoshi.

C'est le maître Gichin Funakoshi qui, dans les années 1920 puis 1930, devient le principal ambassadeur du karaté d'Okinawa au Japon. En 1936, il renomme les Pinan en Heian et les retravaille, inversant notamment l'ordre du premier et deuxième Pinan.

### Diffusion internationale (1930 à nos jours)
Avec sa diffusion hors des frontières japonaises au fil du XXe siècle, le karaté atteint en 2011 les 50 millions de pratiquants à travers le monde, soit autant de personnes initiées à la pratique du kata.
Kanazawa note qu'au fil du temps, le kata a gagné en popularité, s'éloignant parfois de son but premier pour devenir une manière de mettre en scène des enchaînements acrobatiques, dans une logique de  « sport spectacle ». Le kata de compétition a également pu encourager les karatéka à pratiquer quasi-exclusivement leur tokui kata.

## Déroulement d'unkata

### Rituel
Un kata commence et se termine toujours par le rei, salut traditionnel japonais, qui s'effectue en position musubi-dachi (talons joints, pieds écartés à 45°). 
Après le salut, le karatéka adopte un yōi (posture d'attente) en posture shizentaï : on est debout, les bras le long du corps et les poings serrés devant les hanches, et les pieds sont en position hachiji-dachi (position naturelle, debout). Cette position revient également à la fin du kata, avant le salut final.
Certains kata ont un yōi différent, avec une position spécifique pour les jambes et les bras. Il est cependant toujours précédé d'un shizentaï.

### Enchaînement
Entre les deux yōi, le karatéka exécute le kata en lui-même. Il enchaîne alors les techniques et postures de manière rythmée, suivant le schéma de déplacement propre au kata (l'embusen) et tâchant d'incarner physiquement le combat fictif qu'il est censé représenter. Tout kata est marqué par des kiai, cris puissants accompagnant certaines techniques-clés, généralement au nombre de deux.
Selon la nature du kata, différents aspects seront travaillés : dynamisme et vitesse, puissance, dimension respiratoire... Les kata complexes mêlent généralement plusieurs de ces dimensions.

## Sens de la pratique

### Objectifs martiaux
La pratique du kata a pour but de constituer un répertoire de techniques, dont le pratiquant doit analyser les applications possibles à travers l'exercice du bunkai (interprétation), pour ensuite les utiliser lors du kumite (combat).

En tant qu'exercice solitaire et répétitif, le kata permet la mémorisation et l'automatisation des techniques de karaté : les postures, attaques, blocages et déplacements sont pratiqués au calme, de manière plus appliquée que pendant un combat. Ainsi, le pratiquant est censé répéter inlassablement ses kata jusqu'à atteindre la perfection technique. Cette idée est résumée par le 18e principe de Gichin Funakoshi :

« Recherchez la perfection en kata ; le combat réel est une autre affaire. »

— Gichin Funakoshi, Les 20 préceptes directeurs du karaté-do
Mais la pratique du kata poursuit également d'autres objectifs, par exemple le renforcement musculaire ou la recherche de la vitalité physique. Le travail de respiration est également central dans la pratique des kata, permettant selon Hirokazu Kanazawa de soutenir « mouvement, conscience et puissance ».
Par ailleurs le kata est considéré comme un travail introspectif, permettant au karatéka de renforcer une certaine discipline intérieure, et de travailler au maintien d'un niveau élevé de « ki » (souffle, énergie) indispensable à un bon combattant.

### Transmission

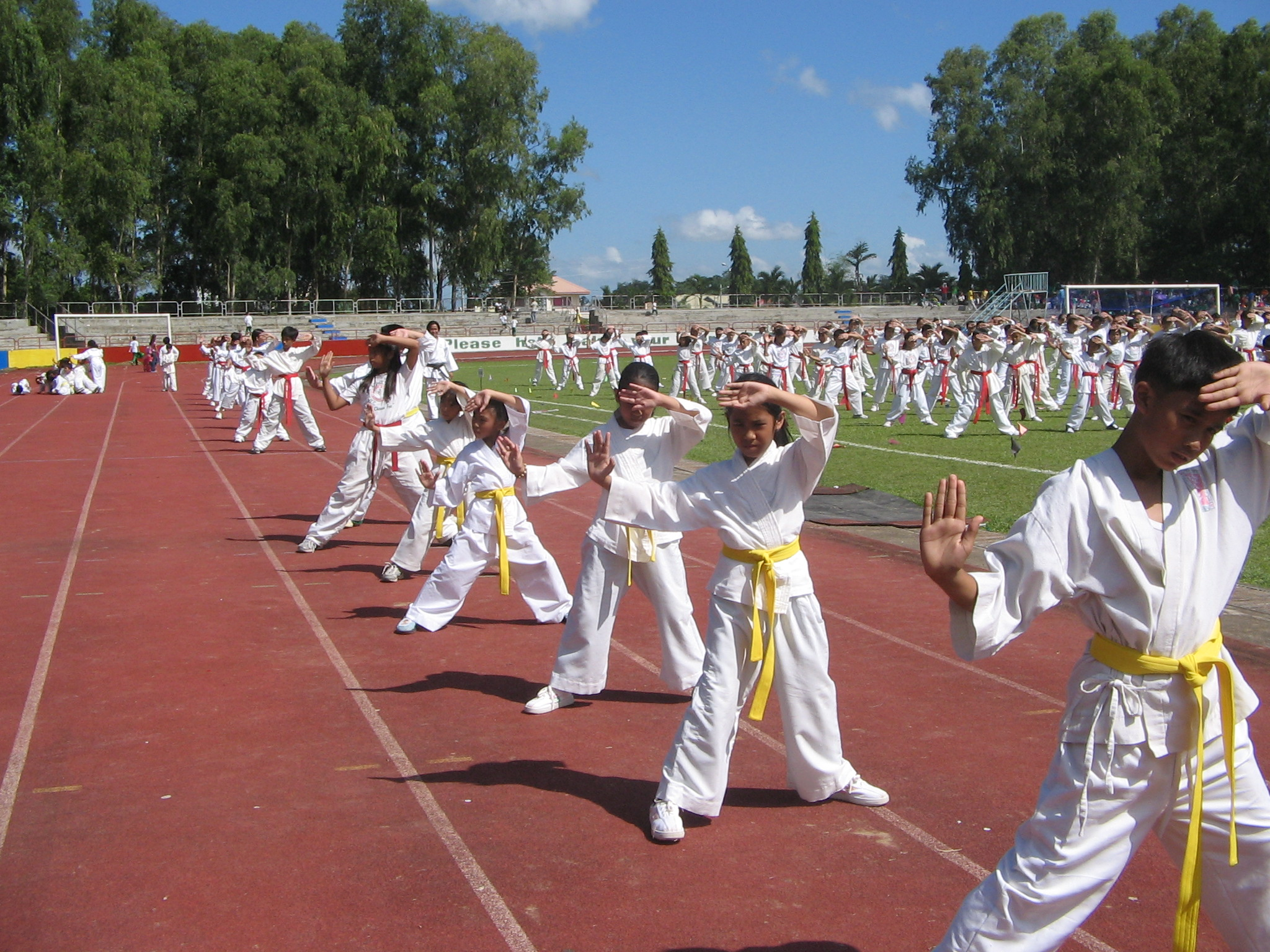
Enfants réalisant collectivement un kata lors d'une démonstration à Bacalod (Philippines).

Le kata est l'outil de transmission du karaté par excellence. Sa forme étant figée, elle traverse le temps et se transmet de génération en génération, jusqu'à constituer un langage commun pour tous ses pratiquants.
En tant qu'outil pédagogique, les kata permettent de transmettre non seulement les techniques, mais aussi les valeurs du karaté : concentration, assiduité, quête de perfection, contrôle de soi,...

### Philosophie
De nombreux maîtres du karaté soulignent la qualité spirituelle de la pratique du kata.

Pour Hirokazu Kanazawa, le kata est une confrontation avec soi-même, un exercice introspectif qui permet de révéler la personnalité de celui ou celle qui l'exécute :

« Exécuter les kata avec sincérité est un défi posé au Soi en même temps qu'un combat avec le Soi. [...] ce combat avec soi-même se trouve être une condition sine qua none de l'entraînement spirituel, qui, à mon sens, constitue l'essence même des arts martiaux. [...] À l'image de la feuille blanche du calligraphe, le pratiquant d'arts martiaux va utiliser son corps pour exprimer et mettre en mouvement tout ce qu'il a à offrir à son environnement, révélant ainsi sa propre philosophie de vie et sa personnalité. »

— Hirokazu Kanazawa, Karate kata, tous les katas Shotokan
Le kata est également lié à la notion spirituelle de ki, une énergie que le pratiquant doit maintenir à un haut niveau au fil de l'exécution des techniques.

## Vocabulaire

### Embusen

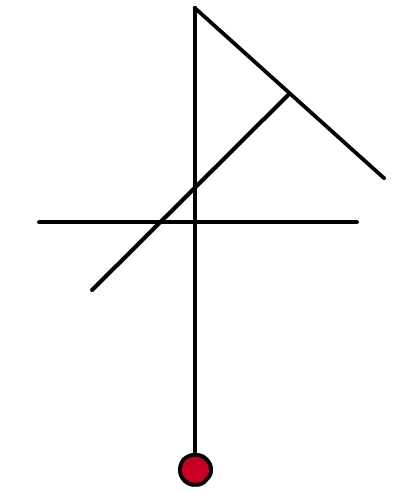
Embusen du kata Heian Yondan en Karaté Shotokan. Le point rouge représente le point de départ et d'arrivée du karatéka.

On nomme embusen le tracé au sol du kata, c'est-à-dire le schéma dessiné par les déplacements que suit le pratiquant. Par exemple, les kata Tekki sont connus pour leur embusen très épuré, qui dessine une simple ligne droite sur laquelle le karatéka fait des aller-retours.

### Bunkai
Le bunkai est l'exercice consistant à interpréter les mouvements d'un kata pour les mettre en application avec un partenaire. Il permet ainsi de révéler l'utilité concrète des techniques du kata dans une situation de confrontation avec un adversaire. Comme le kata, le bunkai doit être répété de nombreuses fois pour permettre l'acquisition de réflexes.
Le bunkai est un exercice pivot entre le kata et le kumite. Grâce à lui, le karatéka doit pouvoir enrichir sa pratique du kumite en y injectant la technicité du kata, mais aussi améliorer son exécution du kata, dont il aura mieux ressenti et compris le sens des mouvements.

### Kiai
Le kiai est un cri puissant qui accompagne certaines techniques-clés du kata. Également utilisé en combat, il sert dans le kata à marquer une technique particulièrement puissante et centrale dans l'enchaînement. On en compte généralement deux par kata.

### Tokui kata
Tokui kata signifie « kata favori ». C'est le kata de référence d'un karatéka, celui qu'il préfère pratiquer. Par exemple, Suparinpei est le tokui kata de Atsuko Wakai, quatre fois championne du monde de kata.

### Shisei
Le terme shisei désigne la posture du karatéka. Les différents kata permettent de travailler différents types de postures propres au karaté. Par exemple, le kata Heian Shodan permet de travailler essentiellement la posture zenkutsu-dachi (fente avant), tandis que Tekki Shodan se concentre sur la posture kiba-dachi (position du cavalier).

## Kataselon les styles de karaté
Chaque école de karaté possède ses propres kata, qui sont souvent des variantes d'un même kata originel, et dont les variations dans les détails d'exécution (postures, hauteur des frappes...) reflètent les singularités de chaque style. Chaque école possède un nombre différent de kata canoniques, de douze pour le Gōjū-ryū à plus de soixante pour le Shitō-ryū.

### Shōtōkan-ryū

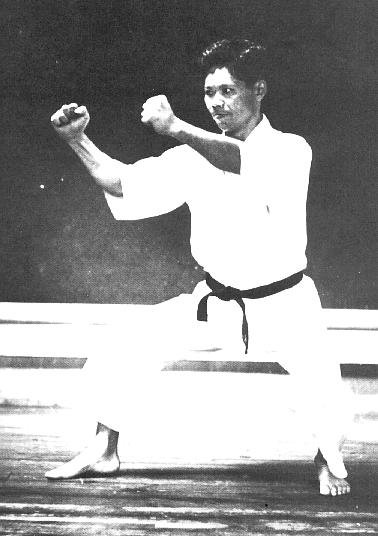
Gigo Funakoshi en position kōkutsu-dachi, effectuant la défense chūdan-kakiwake-uke. En style Shōtōkan, on retrouve cette position dans le kata Heian Yodan.

Le style Shōtōkan-ryū comporte 26 kata, dont 5 kata initiatiques (les Heian) et 21 kata supérieurs. Les plus représentatifs du style sont les cinq Heian, ainsi que Bassai Dai et Kanku Dai.
Les kata en Shōtōkan sont caractérisés par des positions profondes et longues destinées à accroître la stabilité, la puissance des mouvements et le renforcement des jambes. Les coups de poing sont directs, les coups de pied bas et les kata sont longs.

### Gōjū-ryū
Le style Gōjū-ryū comporte seulement 12 kata. Le plus emblématique est sans conteste Sanchin, un kata aux mouvements très lents axé sur un travail intense de respiration et de renforcement musculaire,. Considéré comme complémentaire à Sanchin, le kata Tensho travaille également sur la respiration, mais avec des mouvements plus souples et dynamiques. Le Gōjū-ryū comporte également deux kata d'initiation, Genkisai Dai Ichi et Genkisai Dai Ni, et les huit autres kata sont tournés vers le combat.

### Wadō-ryū
En Wadō-ryū, il existe 5 kata initiatiques (les Pinan) et 10 kata supérieurs. Les plus emblématiques sont Seishan, kata en partie respiratoire, et Chinto.

« Dans les budo, il a toujours été communément admis qu'il est très important d'étudier auprès de vieux maîtres dans la mesure où les personnes plus âgées n'ont pas l'énergie pour faire des mouvements inutiles. Ils réalisent des techniques avec le minimum d'énergie nécessaire. Les vieux maîtres effectuent les techniques de manière raisonnable. Il en va de même pour les kata Wadō-ryū. »

— Shingo Ohgami, disciple de Hironori Ōtsuka, fondateur du Wadō-ryū.

### Shitō-ryū
Il existe en Shitō-ryū une soixantaine de kata. Ce record est dû à la personnalité du fondateur du style, Kenwa Mabuni, qui était passionné de recherche formelle.

## Compétition
Le kata est pratiqué dans les compétitions de karaté selon deux types d'épreuves : kata individuel ou kata par équipe. Le kata est également pratiqué dans le handi-sport.

### Kataindividuel

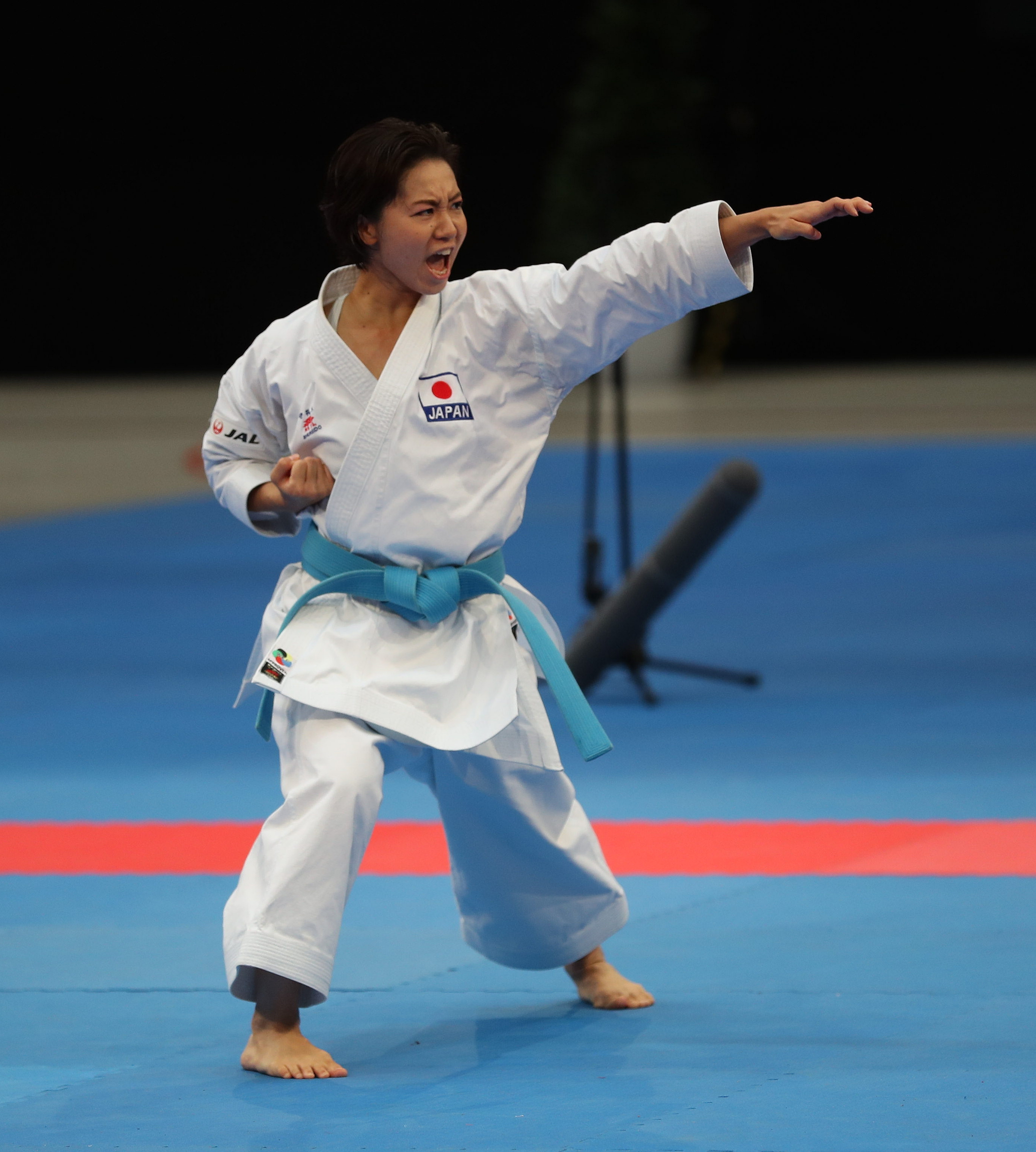
Emiri Iwamoto lors de l'épreuve de kata individuel féminin à la Karate1 Premier League Berlin 2018.

Le kata individuel (masculin ou féminin) est une épreuve sportive où un karatéka exécute seul un kata de son choix. Cette épreuve a été introduite lors de la cinquième édition des championnats du monde de karaté, organisée à Madrid en 1980. Il s'agit d'une épreuve technique où les juges évaluent la qualité et la précision des gestes, le rythme et l'énergie des compétiteurs.

### Katapar équipe

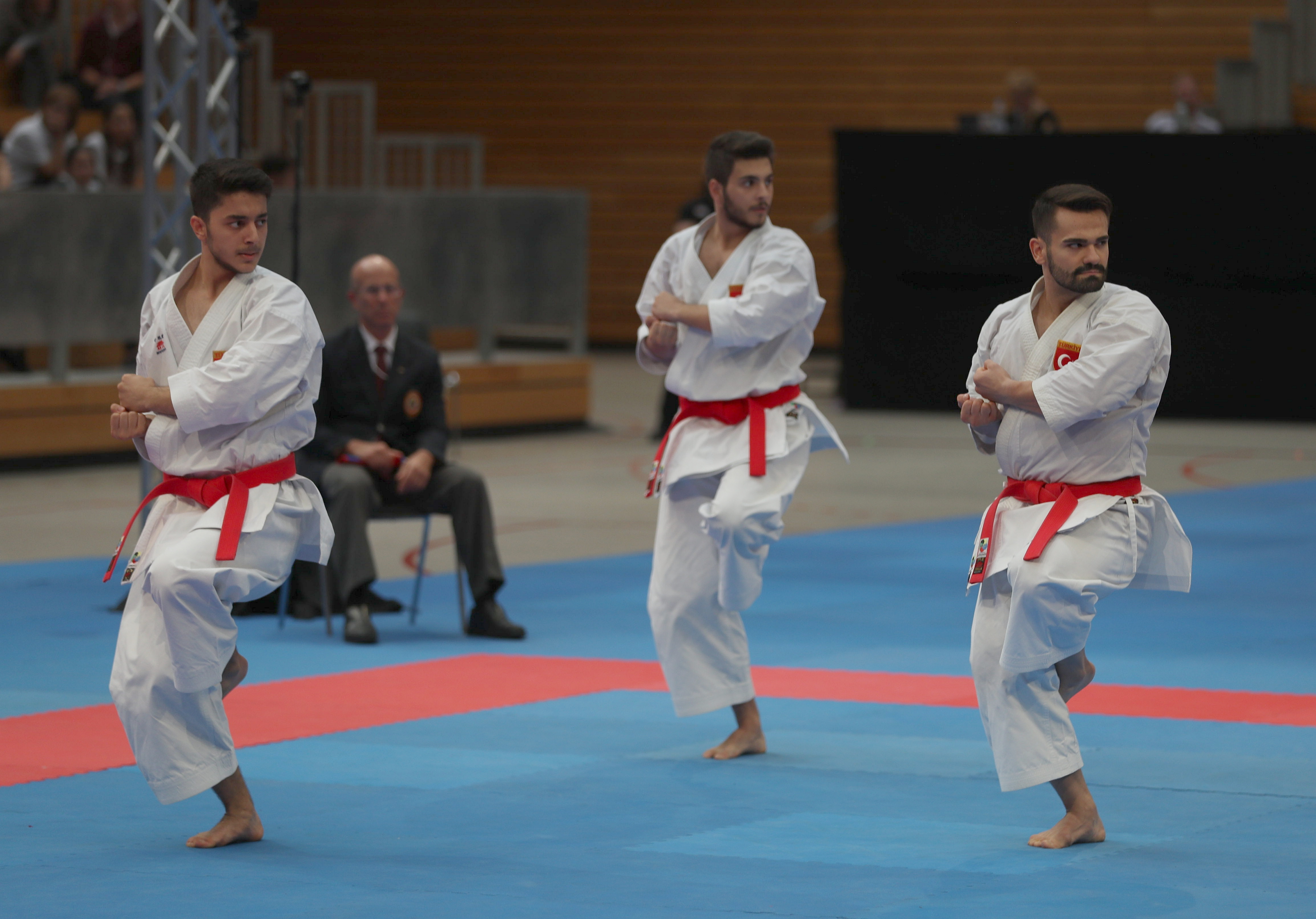
Kata par équipe masculin.

Le kata par équipe (masculin ou féminin) est une épreuve qui se pratique par équipes de trois karatékas et qui se déroule en deux parties.
D'abord, les trois karatékas exécutent un kata de façon synchronisée, et sont évalués sur leur précision technique et leur synchronicité. Ensuite, ils ou elles démontrent l'application du kata via une série de bunkai où chaque karatéka devient tour à tour attaquant ou défenseur.

### Shitei-kata

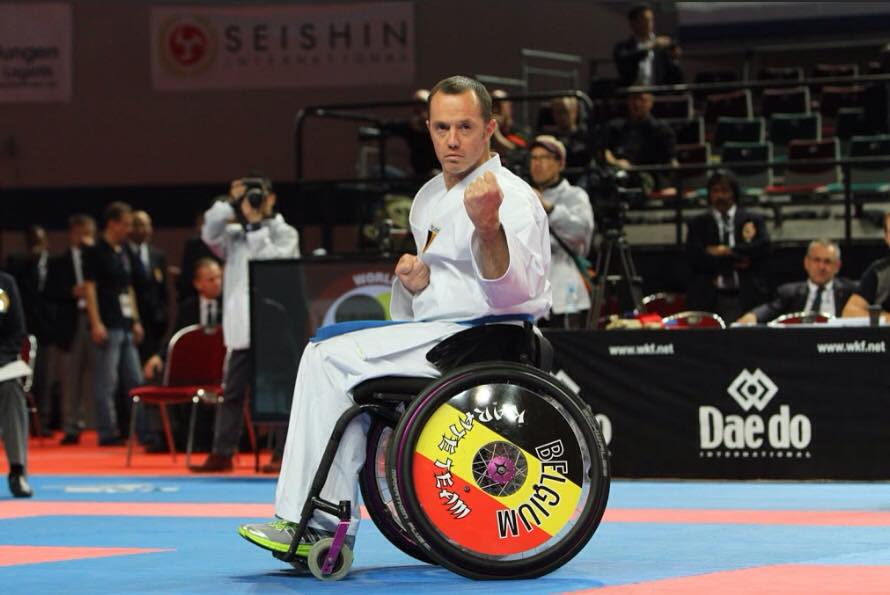
Le karatéka Franck Duboisse exécutant le kata Suparimpei lors du championnat du monde 2014.

En 1986, pour faciliter les compétitions « tous styles » est créée la notion de shitei-kata (littéralement « kata désigné ») : chacune des quatre principales écoles de karaté doit alors choisir 2 katas considérés comme les plus représentatifs de son style. Jusqu'en 2000, ce sont les seuls kata autorisés dans les compétitions officielles de la WKF.
Au fil des années 2000, cette liste est cependant assouplie au Japon, intégrant huit kata supplémentaires. Puis, en 2012, le shitei-kata devient définitivement obsolète, la Fédération autorisant tous les kata sans distinction.
Les shitei-kata de chaque style étaient les suivants :
- Shōtōkan-ryū : Jion et Kanku Dai
- Wadō-ryū : Seishan et Chintō
- Shitō-ryū : Sei Hei Shin et Bassai
- Gōju-ryū : Seipai et Saifa